# Chi-mon
Chi-mon ou ten-mon é a disciplina ninja da geografia que permitia o uso com sucesso dos mais variados tipos de terreno.
O ninja do Japão medieval permanecia muito tempo em salas de aula aprendendo sobre a geografia do Japão e memorizando os grandes rios e seus afluentes. Mais ainda, o ninja poderia aprender botânica, entomologia, geologia e zoologia para determinar sua localização, baseado em aspectos dos arredores.
Outras habilidades incluem familiarização com os maiores importadores e exportadores das províncias circunvizinhas: conhecimento esse que poderia ser usado para sabotagem.